# Georges Rose

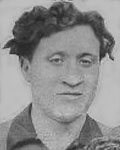
Rose

Georges Rose (* 30. April 1910 in Maisons-Alfort; † 13. Dezember 1997) war ein französischer Fußballspieler.

## Vereinskarriere
Der 179 Zentimeter große Rose wurde in der Region um die französische Hauptstadt Paris geboren und stand von 1929 an im Kader des Hauptstadtklubs CA Paris, mit dem er aufgrund des Fehlens einer Profiliga im Amateurfußball antrat, aber im nationalen Pokal zweimal bis ins Viertelfinale kam. Der Spieler wurde im Verlauf seiner Karriere sowohl in der Abwehr als auch auf der Flügelposition im Angriff aufgeboten. Er erreichte mit der Mannschaft die Qualifikation für die Division 1, die 1932 als höchste nationale Spielklasse und Profiliga neu geschaffen wurde. Bei der Erstaustragung in der Saison 1932/33 war er zu einer Zeit, in der Ein- und Auswechslungen noch nicht möglich waren, unumstritten gesetzt. Im Sommer 1933 wurde er vom in der Bretagne angesiedelten Ligarivalen Stade Rennes abgeworben und avancierte bei diesem ebenfalls zum Leistungsträger. Mit der Elf verbuchte er den Einzug ins nationale Pokalfinale 1935 und führte sie als Mannschaftskapitän im Endspiel auf den Rasen; allerdings musste er bedingt durch eine 0:3-Niederlage gegen Olympique Marseille seine Hoffnungen auf einen möglichen ersten Titelgewinn begraben.
1936 ging er in den äußersten Norden des Landes, wo ihn der Erstligist Excelsior AC Roubaix unter Vertrag nahm. Bei diesem kam er allerdings nicht über sporadische Einsätze hinaus, sodass er sich 1937 für einen erneuten Wechsel entschied und zum CA Paris zurückkehrte. Sein zweiter Aufenthalt bei dem mittlerweile in der zweithöchsten Spielklasse antretenden Verein war jedoch ebenfalls von kurzer Dauer, da er 1938 beim FC Rouen unterschrieb und damit die Rückkehr in die erste Liga schaffte. In Rouen etablierte sich Rose nicht mehr dauerhaft und musste 1939 den Beginn des Zweiten Weltkriegs miterleben, der zur Einstellung des offiziellen Spielbetriebs führte. Anders als viele Kollegen war er nicht im Kriegseinsatz und konnte so an der inoffiziell weiterhin stattfindenden Austragung der Meisterschaft teilnehmen; mit Rouen wurde er 1940 zum Sieger der Nordgruppe. Im selben Jahr verließ er den Verein und fand in Red Star Olympique seinen zweiten Arbeitgeber aus Paris. Mit diesem stand er 1941 im Pokalfinale der besetzten Zone des Landes, auch wenn durch ein 1:3 gegen Girondins Bordeaux der Einzug ins landesweite Endspiel verpasst wurde. Im selben Jahr beendete er mit 31 Jahren nach 118 Erstligapartien mit 18 Toren sowie 22 Zweitligapartien mit fünf Toren und weiteren inoffiziellen Erstligapartien seine Laufbahn.

## Nationalmannschaft
Rose war 23 Jahre alt, als er am 15. April 1934 bei einem 6:1-Erfolg gegen Luxemburg im Trikot der französischen Nationalmannschaft debütierte. Das Qualifikationsspiel zur WM 1934 blieb sein einziger Einsatz für sein Land und er gehörte trotz der erreichten Qualifikation nicht dem endgültigen Turnierkader an.